# (3362) Khufu
(3362) Khufu ist ein Asteroid vom Aten-Typ. Damit bezeichnet man eine Gruppe von Asteroiden, deren Bahnen teilweise innerhalb der Erdbahn verlaufen und diese von innen her kreuzen. Khufu nähert sich der Sonne bis auf ca. 0,5 AE und kreuzt damit sogar auch die Venusbahn.
Khufu wurde am 30. August 1984 von R. Scott Dunbar und Maria A. Barucci vom Palomar-Observatorium aus entdeckt.
Der Name des Asteroiden ist abgeleitet vom ägyptischen Pharao Khufu (besser bekannt unter dem griechischen Namen Cheops).